# Aleqa Hammond
Aleqa Hammond (Narsaq, 1965. szeptember 23.) grönlandi politikus. Jelenleg a Siumut Párt vezetője, majd Grönland első női miniszterelnöke, egyúttal Grönland kormányának külügyminisztere.

## Életrajz
Édesapja, Piitaaraq Johansen egy vadászaton halt meg, amikor ő hétéves volt. A University of Grönlandon tanult 1991-től 1993-ig.
1993-ban kezdett dolgozni a grönlandi idegenforgalomban, mint regionális koordinátor a Disko-öbölben. 1995-ben ő lett az informatikáért felelős titkár a kabinetnél, a munka megkezdése előtt a nuuki turizmusért felelt 1996-tól 1999-ig. 1999 és 2003 között ő volt az Inuit Circumpolar Tanács biztosa volt, valamint dolgozott a 2002-es téli sarkvidéki játékok megszervezésén is. 2004-től 2005-ig a Qaqortoqnál dolgozott mint idegenvezető.
Megválasztották a grönlandi parlamentben 2005 novemberében, majd családügyi miniszter lett. 2007-ben ő lett a pénzügyminiszter és a külügyminiszter, de lemondott 2008-ban tiltakozásul a nagymértékű költségvetési hiány miatt.
Miután a párt elvesztette a 2009-es választásokat, Hans Enoksen pártvezető helyére került. A 2013-as választásokon megkapta az eddigi legmagasabb számú egyéni szavazatot.

## Fordítás
Ez a szócikk részben vagy egészben  az   Aleqa Hammond című német Wikipédia-szócikk fordításán alapul.  Az eredeti cikk szerkesztőit annak laptörténete sorolja fel. Ez a jelzés csupán a megfogalmazás eredetét és a szerzői jogokat jelzi, nem szolgál a cikkben szereplő információk forrásmegjelöléseként.